# باسینوفکا
باسینوفکا (به لاتین: Basinovka) یک منطقهٔ مسکونی در روسیه است که در باشقیرستان واقع شده‌است.